# Антипино (Тюмень)
Анти́пино — упразднённое село находившееся в подчинении Ленинского административного округа городского округа город Тюмень Тюменской области. В 2013 году включено в состав города и исключено из учётных данных.

## География
Расположенно на юго-востоке города в 5 км от трассы Р402 Тюмень-Омск между железной дорогой Тюмень-Сургут и рекой Турой.

## История
Первое упоминание о населённом пункте на месте современного микрорайона относится к XVII веку. Деревня Антипина была основана вблизи тракта, ныне Старотобольского, служившего во времена освоения Сибири важной транспортной магистралью.
С середины XX века в Антипино располагались базы по ремонту автомобилей. В 1965 году рядом с селом был проложен первый нефтепровод в Сибири — «Шаим-Тюмень» и построена нефтеналивная железнодорожная станция. Сегодня это — станция по перекачке нефтепродуктов НППС «Тюмень».
Трубопровод и станция обслуживают Антипинский нефтеперерабатывающий завод. На предприятие поступает 7,2 млн т углеводородов, а также происходит отправка дизельного топлива в объёме 1,8 млн т по продуктопроводу «Тюмень-Юргамыш».
С 2014 года на территории ведется строительство микрорайона Новоантипинский, представленного многоэтажными домами от 10 до 16 этажей. Застройщик — ЖБИ-3.
В период с 2019-го по 2025-й планируется осуществить снос бараков на улицах: Крылова, Щебалдина, Изумрудной и Молодёжной. На месте барков, планируется застройка микрорайона «Новоантипинский»

## Население
| 1979 | 1989  | 2002  | 2010  |
| ---- | ----- | ----- | ----- |
| 5023 | ↗5962 | ↘5180 | ↘5173 |

## Промышленность
С 2006 года главный промышленный объект в пригороде Тюмени — Антипинский НПЗ. Предприятие, по состоянию на 2016 года перерабатывающее 9,0 млн. т нефти, входит в частную Группу компаний New Stream.
На территории микрорайона Антипино также расположены:
- Экспериментальный завод ООО «Газпром проектирование» — производство оборудования для водоподготовки и предприятий Топливно-энергетического комплекса;
- ООО Завод «Сибмаш» — производство мобильных зданий;
- «ТБМ Урал-регион» — изготовление комплектующих, фурнитуры для окон и дверей.

## Социальная инфраструктура
В Антипино расположены два детских сада, средняя школа N32, Тюменский нефтепроводный лицей. Работает отделение «Сбербанка», пункт приёма и отправлений денежных переводов «Moneygram», Дом культуры «Поиск», ДЮСШ «Старт XXI век».

## Транспорт
Железнодорожный
На территории района находится грузовая железнодорожная станция Тюмень-Северная. Посадка и высадка пассажиров поездов дальнего и пригородного сообщения не производится.
Автомобильный
С остальной частью города район связан Старым Тобольским трактом. В город также можно добраться через микрорайон Копытова по улице Юности и улице Тополиная.
Общественный транспорт, в том числе, представлен автобусами № 11д, № 47, маршруткой № 64. Микрорайон связан беспересадочными маршрутами со всеми частями города. На улице Высотной расположена одноимённая конечная остановка.